# 김보아
김보아(金甫娥, 1987년 1월 14일 ~ )는 대한민국의 가수이자 보컬 트레이너이자 싱어송라이터로, 과거 음악 그룹 스피카의 리더이다. 현재는 솔로로 활동 중이다.

## 학력
- 영덕고등학교[출처 필요]
- 여주대학 실용음악과

## 가수 외 활동

### 예능
- 2015년 MBC 《미스터리 음악쇼 복면가왕》- 내 칼을 받아라 낭만자객 , 달아달아 목소리가 달아(생방)